# بن بريل
بن بريل (بالهولندية: Ben Bril)‏ (16 يوليو 1912 – 11 سبتمبر 2003) هو ملاكم هولندي راحل، مثّل بلاده في الألعاب الأولمبية الصيفية 1928.

## روابط خارجية
بن بريل على موقع أوليمبيديا (الإنجليزية)